# شاهن (گوسان)
شاهن (شاهن یغیازاری سارگسیان) (ارمنی: Շահեն (Շահեն Եղիազարի Սարգսյան)؛  زادهٔ ۱۴ سپتامبر ۱۹۰۹ - درگذشته ۱۷ دسامبر ۱۹۹۰) گوسان، شاعر و تاریخ‌نگار اهل ارمنستان بود.

## زندگی‌نامه
وی با نام اصلی شاهن یغیازاری سارگسیان در ۱۴ سپتامبر ۱۹۰۹ در کراسار به دنیا آمد . وی عضو اتحادیه نویسندگان شوروی (۱۹۷۰) بود. وی همچنین برنده جوایزی همچون هنرمند مردمی ارمنستان شوروی (۱۹۶۷) و دریافت‌کنندگان نشان برجسته افتخار شد. وی در ۱۷ دسامبر ۱۹۹۰ در سن ۸۱ سالگی در ایروان درگذشت و آرامستان زیتون به خاک سپرده شد.